# Серый снегирь
Серый снегирь (лат. Pyrrhula pyrrhula cineracea) — подвид обыкновенного снегиря, распространённый в Сибири и на Дальнем Востоке. В отличие от обыкновенного снегиря у самцов этой лесной птицы в оперении нет красного цвета. Распространён в горных кедрово-лиственничных и лиственничных лесах. Гнёзда располагаются высоко в кроне лиственниц, и, возможно, в пихтовом подросте.

## Описание
Птица мелких размеров, с воробья, хотя выглядит крупнее. На самом деле серый снегирь ещё мельче обыкновенного. Оперение головы сверху, вокруг клюва и глаз — чёрное. Маховые и рулевые перья тоже чёрные с синим металлическим отливом. Поясница и подхвостье — белые.
Самец Спина, плечи, зашеек, щеки, шея с низу, живот и его бока серые. Тон окраски нижней стороны тела зависит от возраста и индивидуальных особенностей. Иногда на щеках, спине и нижней стороне тела присутствует красный оттенок.
Самка Зашеек, щеки и плечи серые. Спина буровато-коричневая. Шея с низу, живот и его бока серо-коричневые. У взрослых самок щеки и середина живота отличительно более серые
Птенцы Преимущественно охристо-коричневое оперение, более бледное чем у птенцов обыкновенного снегиря. Чёрные маховые и рулевые. На голове у птенцов «черной шапочки», такой как у взрослых, нет.

## Распространение
Горные леса Западной и Восточной Сибири, Дальнего Востока. Ареал: Восточная Азия от долины Оби и западного подножия Алтая к востоку до побережья Охотского и Японского морей. К северу до 59-й параллели, к югу до Южного Алтая, Танну-Ола, Юго-Восточной Тувы, Хангая, Хамар-Дабана, Кэнтэя, северной части Большого Хингана, в долине р. Сунгари до 46-й параллели, до южной оконечности Сихотэ-Алиня. Встречается совместно с уссурийским и обыкновенным снегирями, занимая разные, хотя и смежные биотопы. На зимовках появляется в Корее и Северном Китае, даже в степных биотопах (Забайкалье).

## Систематика
Подвидовых особенностей не описано. Однако популяции, живущие севернее гор юга Сибири и на Дальнем Востоке, в среднем крупнее, достигают максимальных размеров снегиря.

## Фенология
В Восточной Сибири серый и обыкновенный снегири ведут себя как оседлые или кочующие птицы. Полоса ареала этих видов в данном регионе превышает 1000 км. Часть птиц совершает регулярные миграции, сроки которых значительно изменяются год от года. За счет откочёвывания северных популяций снегирей, ареалы зимовки этих двух видов сдвигаются несколько южнее, и по размерам превышают гнездовой ареал, а часть птиц (в основном двухлетки и старше) остаются в районе мест гнездования, совершая кочевки лишь в поисках корма. В местах, где корма достаточно, снегири могут оставаться всю зиму, создавая значительные скопления (до 500 и более особей — обыкновенный).
Как и у других видов, у снегирей отмечается определённая зависимость жизненного цикла от фенологических изменений в природе, но четких календарных границ между наступлением периодов и подпериодов основных стадий жизни рассматриваемых видов не прослеживается. Однако было отмечено смещение средних сроков наступления того или иного периода в жизни разных видов снегирей относительно друг друга.

## Вокализация
P. cineracea, позывка, оз. Байкал.

P. cineracea, песня, оз. Байкал.